# 山内康伸
山内 康伸（やまうち やすのぶ、1947年 - ）は、日本の弁理士・法学者。専門は知的財産法。
愛媛県に生まれ。1966年、香川県立三豊工業高等学校機械科卒業。同年、企業に就職。1966年、法政大学法学部通信教育課程入学。1968年、拓殖大学政経学部法律コース編入学。1972年、拓殖大学政経学部卒業。1974年より、企業において特許管理業務に従事。1982年、弁理士試験合格。1983年、弁理士登録。その後、法政大学法学部通信教育課程卒業。1997年、弁理士会中国・四国委員会委員長。1999年、弁理士会研修所実務講習講師。2001年、香川大学法学部客員教授。2004年、香川大学大学院連合法務研究科非常勤講師。2006年、徳島大学工学部非常勤講師。2007年、ADR推進機構副委員長。四国経済産業局知的財産戦略事例集委員会委員長。2008年、日本弁理士会永年功労者表彰。2009年、日本知的財産仲裁センター四国支所長。2012年、特許庁長官表彰。2013年、黄綬褒章受章。

## 著書
- 『判例に学ぶ特許実務マニュアル』（工業調査会 1990年初版/2007年第4版）
- 『理工系のための知的財産権の基礎と実際』（工業調査会 2004年）
- 『判例に学ぶ特許実務マニュアル 紛争に強い明細書の書き方』（森北出版 2012年第5版）

## 参考・注釈
1. ↑  以下、『パテント　2013　Vol.66　No.8』（日本弁理士会）14頁を参考